# ألبرتو فيليكس
ألبرتو فيليكس (بالإسبانية: Alberto Félix)‏ هو متسابق خماسي حديث مكسيكي، ولد في 16 يوليو 1969.

## وصلات خارجية
- ألبرتو فيليكس على موقع اللجنة الأولمبية الدولية (الإنجليزية)
- ألبرتو فيليكس على موقع أوليمبيديا (الإنجليزية)